# 11719 Hicklen
11719 Hicklen este un asteroid din centura principală de asteroizi.

## Descriere
11719 Hicklen este un asteroid din centura principală de asteroizi. A fost descoperit pe 21 aprilie 1998 la Socorro, New Mexico, în cadrul proiectului LINEAR. Asteroidul prezintă o orbită caracterizată de o semiaxă mare de 2,77 ua, o excentricitate de 0,04 și o înclinație de 1,9° în raport cu ecliptica.